# Navezuelas
Navezuelas – gmina w Hiszpanii, w prowincji Cáceres, w Estramadurze, o powierzchni 59,99 km². W 2011 roku gmina liczyła 668 mieszkańców.